# Farine de maïs

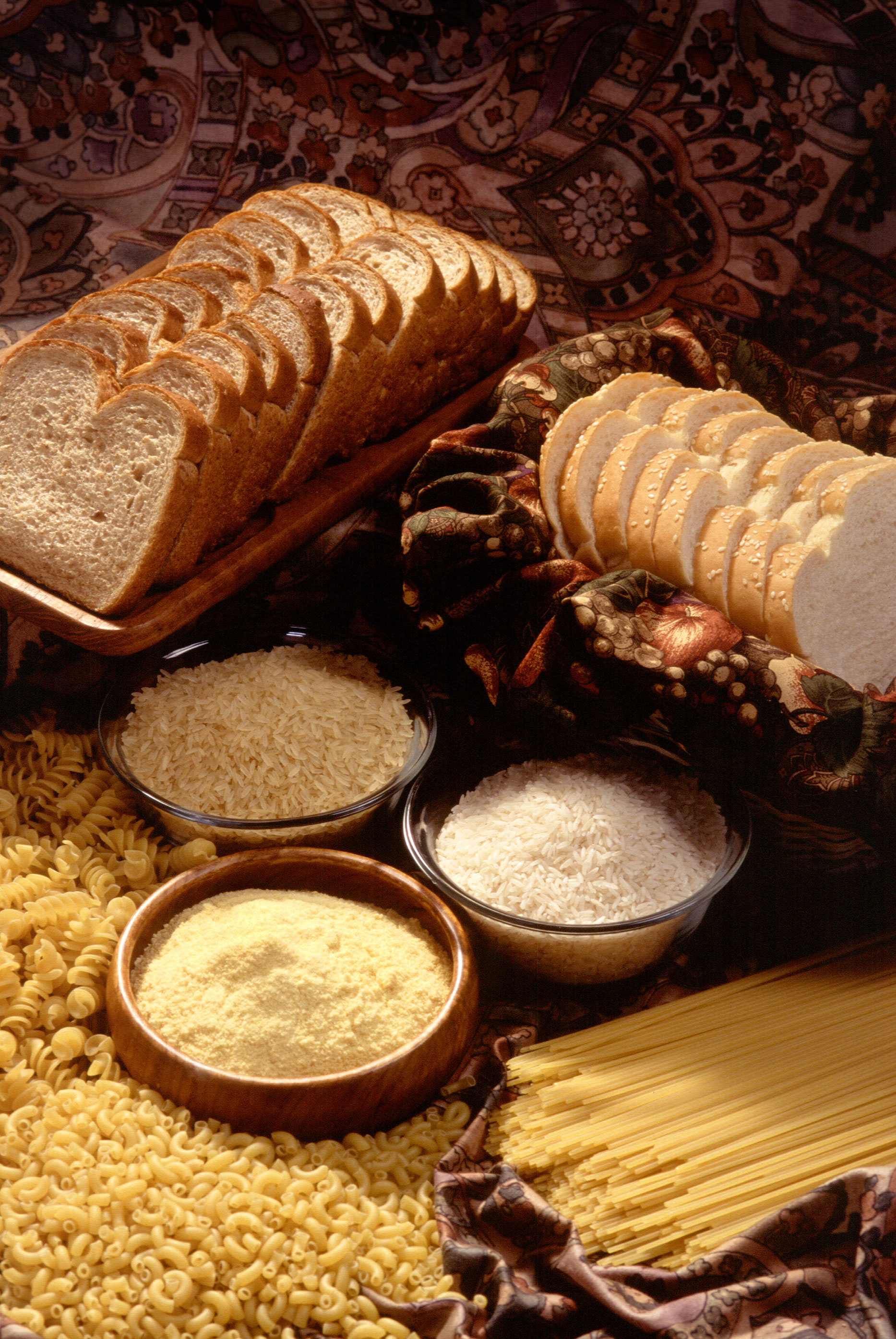
Farine de maïs, dans le pot de devant.

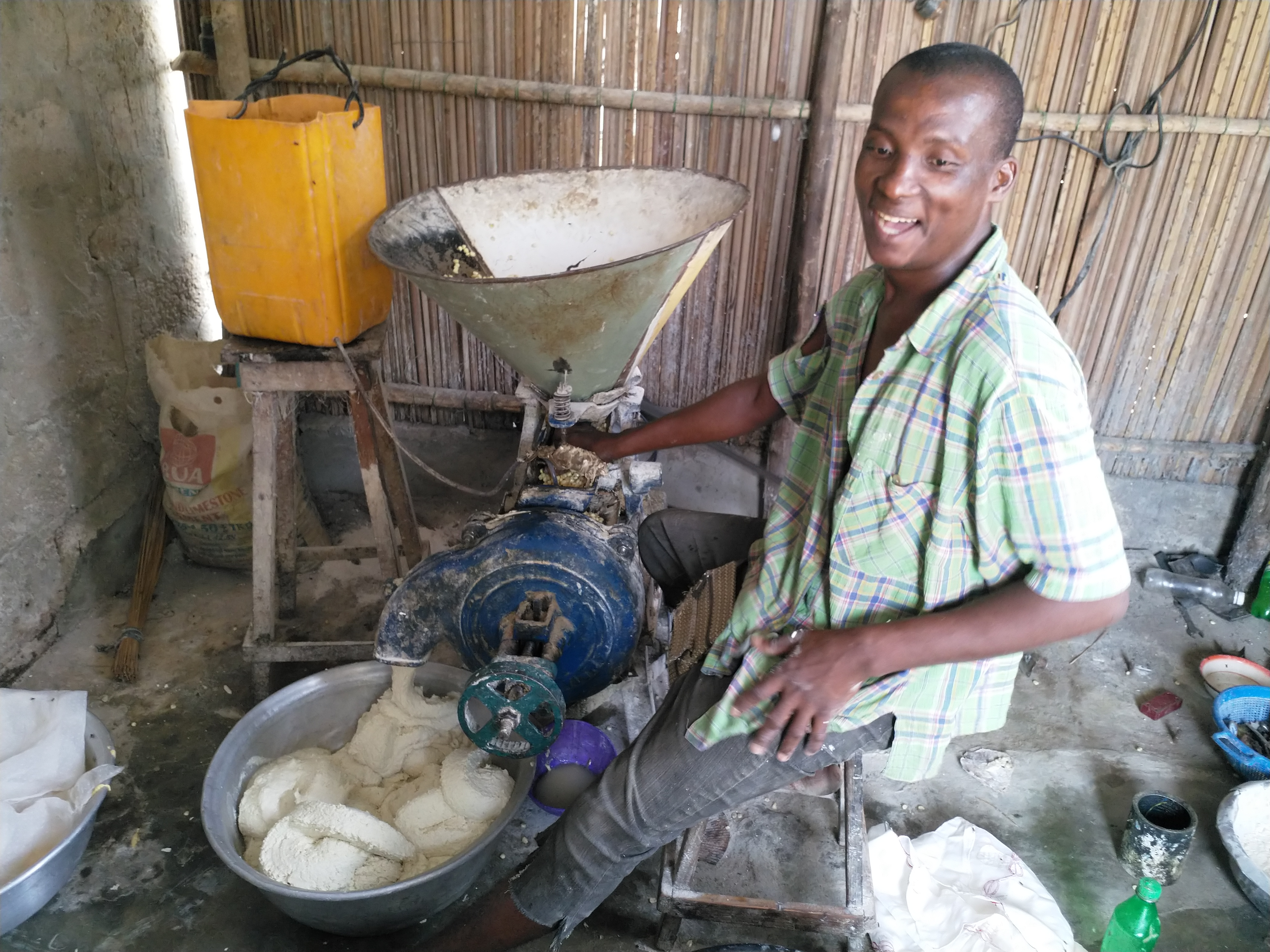
Fabrication artisanale de la farine de maïs au Bénin.

La farine de maïs est une farine obtenue par mouture sèche de grains de maïs.
Selon le degré de finesse de la mouture des grains de maïs, on obtient (du plus épais au plus fin) : des hominys, des gritz (malt à bière), des semoules, des farines, de la fécule ou amidon (voir Maïzena). La farine de maïs est un aliment de base dans de nombreuses régions du monde. Elle peut servir à la fabrication de pain, de galettes, ainsi que d'autres spécialités comme la tortilla mexicaine ou la polenta italienne.

## Amidon
Par habitude historique, l'amidon des tubercules, racines, tiges, et grains de certaines plantes, porte le nom de « fécule » (exemple : fécule de pomme de terre).
La différence entre la farine et la fécule est liée à la composition du produit : la farine est faite à partir de la mouture de la totalité de la graine (amidon + germe + enveloppe du grain), alors que la fécule ne contient que de l'amidon, ce qui donne une poudre plus fine, constituant un excellent liant pour les sauces par exemple. C'est ce « filtrage » qui fait que certaines marques appellent leur amidon « fleur de maïs ».
L'amidon de maïs n'est pas obtenu par mouture sèche mais par mouture humide.
Maïzena est une marque très connue en France d'amidon de maïs industriel, mais il en existe beaucoup d'autres, notamment provenant de l'agriculture biologique.

## Composition
La majeure partie du produit de la mouture des graines de céréales est un glucide complexe appelé « amidon ».

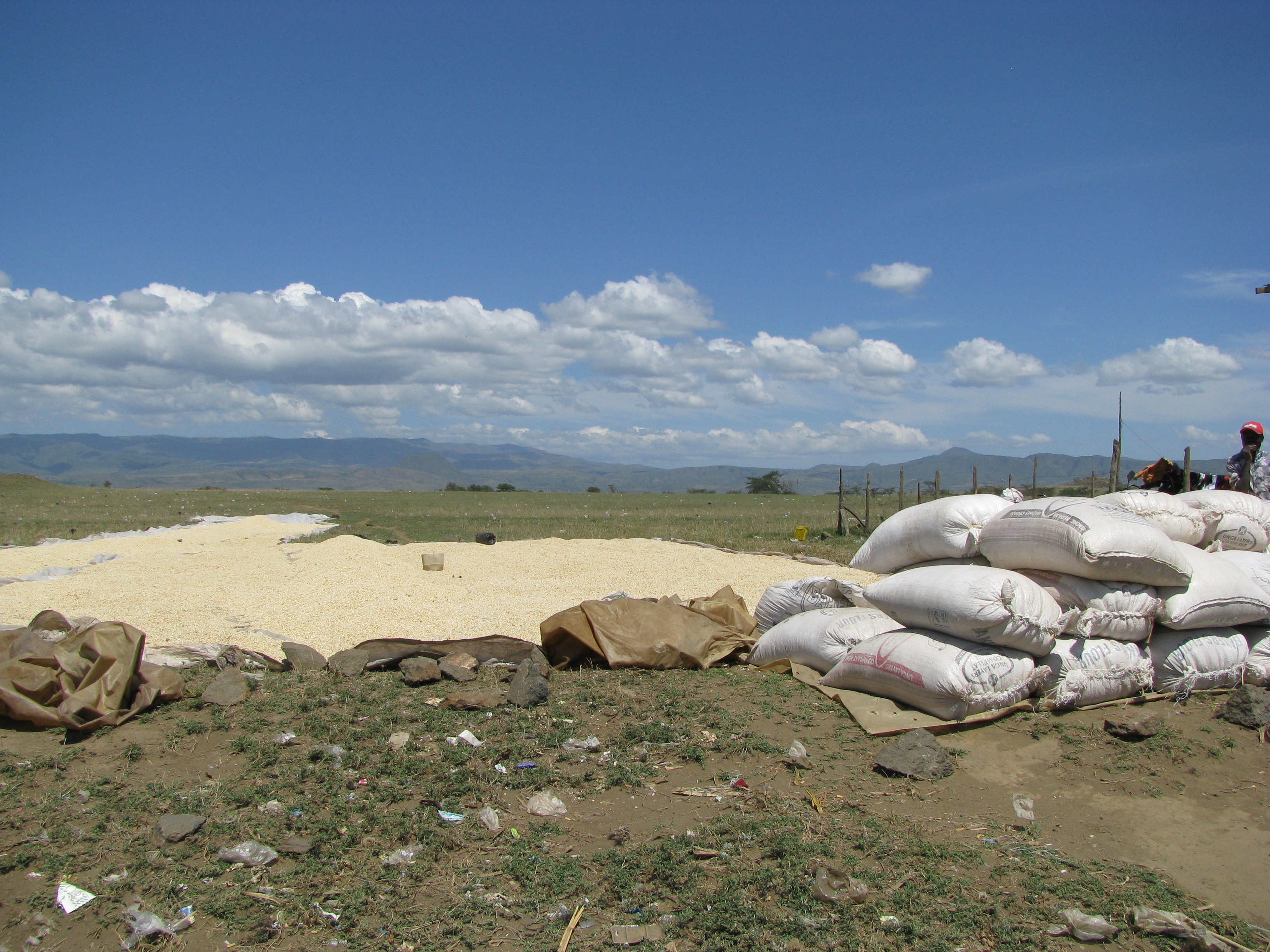
Farine de maïs du Kenya, mise à sécher et en sacs.

Les protéines du maïs ont pour nom zéine, le nom systématique du maïs étant Zea mays.
La farine de maïs contient donc de l'amidon (sans gluten), des protéines et un peu de matières grasses provenant du germe, difficile à séparer par mouture sèche. Une farine fine peut être obtenue à partir des grains, et constitue une excellente farine à pain en association avec de la farine de blé ou de seigle, qui contiennent du gluten (seules farines panifiables). Il est nécessaire de conserver la farine de maïs au froid afin d’éviter qu'elle agglutine.
Attention, beaucoup de farines de maïs du commerce (hors circuits spécialisés) sont mélangées avec de la farine de froment.
Enfin, en cas d’étiquette de composition en anglais, il faut se rappeler que corn et maize sont des termes relativement imprécis suivant les pays. En principe, maize est bien du maïs ainsi que corn, du moins aux États-Unis[pas clair].

## Utilisation

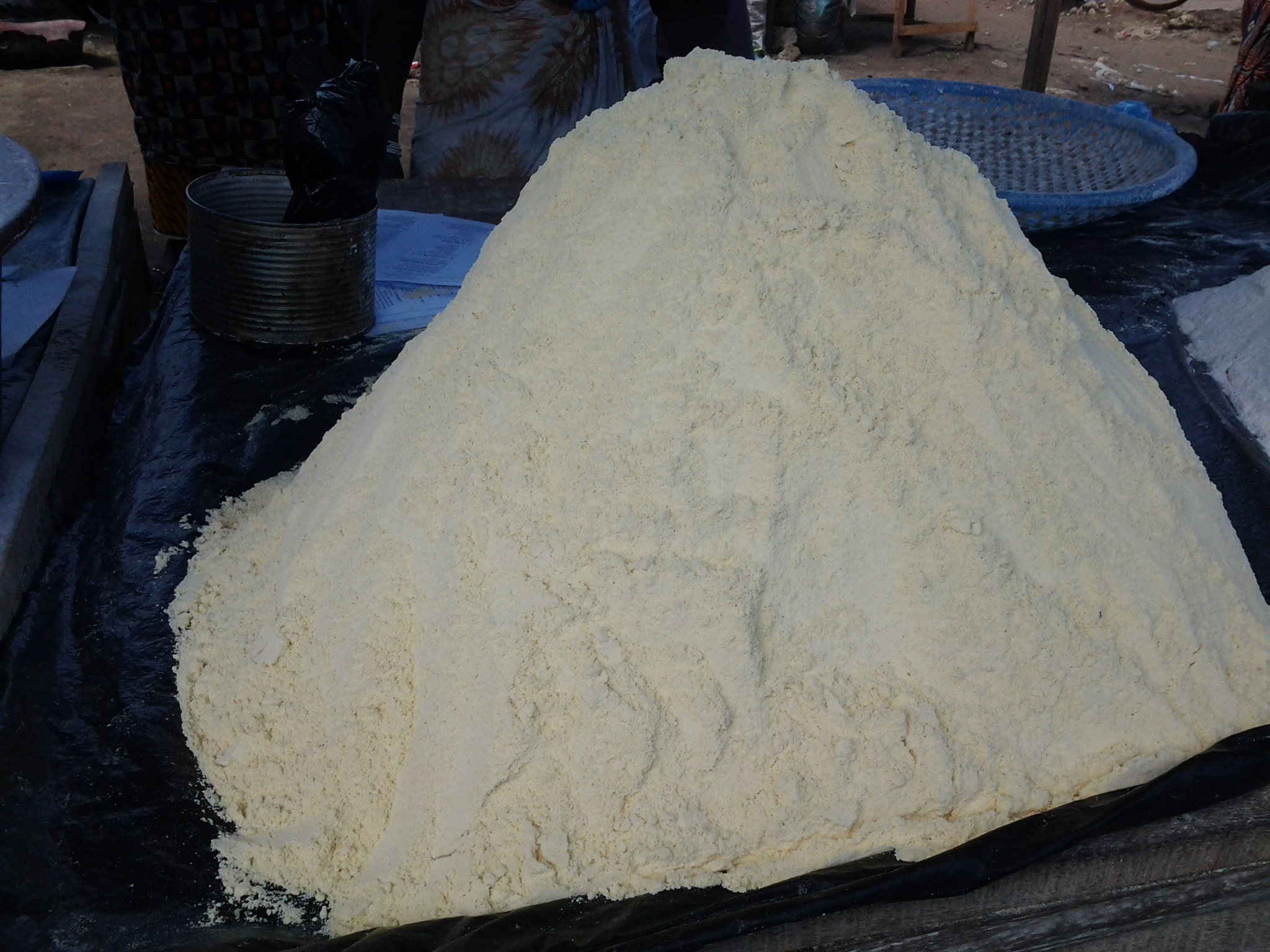
Farine de maïs.

La protéine du maïs, la zéine [Zea Mays en latin], ne contient pas de gluten. 
La farine de maïs est également l'ingrédient principal du nshima, un plat proche de la polenta qui se présente sous forme de purée blanche, et qui constitue la base de l’alimentation quotidienne de certains pays d'Afrique de l'Est comme la Zambie, le Malawi ou le Kenya.
La nourriture traditionnelle des Indiens d'Amérique du Nord, tels les Abenaquis, Iroquoiens ou Hurons-Wendat, était la sagamité, plat composé principalement d'une bouillie de maïs mélangée à d'autres ingrédients.
De la même manière, une préparation à base de maïs moulu, nommée grits, est consommée au sud des Etats-Unis.